# Eugénie Niboyet
Eugénie Mouchon Niboyet (Montpellier, 11 settembre 1796 – Parigi, 6 gennaio 1883) è stata un'attivista e giornalista francese.

## Biografia
Eugénie Mouchon fu la nipote del pastore ginevrino Pierre Mouchon, un collaboratore dell'Encyclopédie di Diderot e d'Alembert, e di Jeanne Louise Elizabeth Richard, figlia di un conciatore ginevrino. Suo padre si era trasferito in Francia per studiare medicina a Montpellier, mentre sua madre era la figlia di un pastore del Gard.
Eugénie ebbe tre fratelli e due sorelle, Aline ed Elisa: dei fratelli, si sa Louis morì nel 1812 nella battaglia della Moscova, mentre Emile fu farmacista a Lione, dopo aver combattuto anch'egli nella Grande Armée ed essere stato prigioniero a Dresda nel 1813. Una famiglia protestante e bonapartista, che risiedeva a Lione quando la Restaurazione arrestò parte dei suoi membri per i loro trascorsi anti-borbonici.
Fu così che Eugénie sposò l'8 ottobre 1822 Paul-Louis Niboyet, avvocato, protestante e bonapartista anch'egli, e si trasferiscono a Mâcon, dove il marito esercitò la professione e dove nacque il loro unico figlio Jean Alexandre Paulin, il 22 giugno 1825.
Ritroviamo Eugénie a Parigi il 4 novembre 1829, quando comincia a guadagnarsi la vita scrivendo: nel 1830 partecipa al concorso bandito dalla Société de la morale chrétienne sul tema I ciechi e la loro educazione, ottenendo il premio a pari merito con un certo Duffaut. In questa Société protestante s'impegna ai problemi sociali della riforma carceraria, dell'istruzione e dell'abolizione della vergognosa schiavitù ancora in atto nelle colonie francesi.

### Sansimoniana
Sempre nel 1830, La Société de la Morale Chrétienne condivide le sue sale con un gruppo di sansimoniani ed Eugénie assiste alle loro conferenze, rimanendone conquistata e aderisce a quel movimento con il marito e con il figlio. Il 20 luglio Prosper Enfantin, capo di quella piccola comunità, incarica quattro donne, Aglaé Saint-Hilaire, Caroline Simon, M.me Collard e lei stessa, di predicare la dottrina del maestro agli operai, e insieme di soccorrerli nei bisogni più necessari, economici e di istruzione: così, dal 1831 Eugénie, con Sébastien Bottiau, dirige una sezione parigina del movimento.
Quando matura il conflitto tra i due maggiori esponenti della comunità, Saint-Amand Bazard, interessato alle riforme politiche e sociali, e Prosper Enfantin, che punta a dare al movimento un'impronta religiosa, con interessi prevalentemente morali – in particolare riguardo al campo sessuale – la Niboyet, che si definisce una «proletaria sansimonista», lascia il movimento per dedicarsi a rivendicazioni di carattere sociale, economico e femminista. Collabora al giornale «La Femme libre» fondato da Marie-Reine Guindorf e Désirée Gay, e si avvicina al movimento socialista dei fourieristi, che sostiene le rivendicazioni operaie e appoggia l'emancipazione femminile: un loro esponente di spicco frequentato da Eugénie è Flora Tristan.

### Socialista e femminista
A Lione, nel 1833, Eugénie fonda il primo giornale femminista della provincia francese, «Le Conseiller des femmes», poi «La Paix des deux mondes» e nel 1834 «L'Athénée des femmes». Tornata nel luglio del 1836 a Parigi, vi fonda «La Gazette des Femmes», il cui scopo primario è la lotta per l'esercizio dei diritti politici e civili delle donne: non è soltanto un giornale, ma è anche un circolo, e ai dibattiti che settimanalmente si tengono al numero 27 di rue Lafite, partecipano Flora Tristan, Hortense Allart e altre femministe.
La Rivoluzione del 1848 provoca molte speranze che gli obiettivi delle grandi riforme teorizzate dalla Niboyet e dalle sue compagne possano essere raggiunti. In marzo Eugénie fonda e dirige «La Voix des femmes», il primo quotidiano dichiaratamente femminista e insieme socialista, come recita il sottotitolo di Giornale socialista e politico, organo d'interesse per tutte le donne. Sul modello del club de «La Gazette des Femmes», anche intorno a «La Voix des femmes» si riunisce un gruppo di donne impegnate politicamente nel campo socialista e femminista: Jeanne Deroin, Désirée Gay, Suzanne Voilquin, Elisa Lemonnier, Gabrielle Soumet, Amélie Prai, Adèle Esquiros e, su posizioni molto moderate, la scrittrice Anaïs Ségalas. Vi partecipano anche uomini, come Jean Macé o il figlio Paulin Niboyet.
Questo circolo presenta un lungo elenco di riforme a favore delle donne, sia nell'ambito familiare che più generalmente politico, come il diritto di voto femminile. Il 6 aprile 1848 «La Voix des femmes» presenta la candidatura di George Sand all'Assemblea costituente, senza consultare la scrittrice, che rifiuta, dal momento che le sue posizioni, riguardo alle problematiche femministe, sono molto più moderate di quelle assunte dal circolo della Niboyet, al di là delle pose di anticonformismo che la Sand ama assumere.
Le polemiche che ne seguono sono prese a pretesto dal governo conservatore per sopprimere, il 20 giugno, il circolo e il giornale della Niboyet. Seguirà la settimana dopo il massacro degli operai parigini insorti per difendere la Rivoluzione, e le femministe si disperdono per evitare la repressione.

### Gli ultimi anni
Eugénie Niboyet si ritira a Ginevra vivendo con le traduzioni dei romanzi di Dickens e di libri per l'infanzia. Torna in Francia nel 1860, pubblicandovi nel 1863 Le vrai livre des femmes. Nel 1871 chiede la grazia per i comunardi condannati a morte dal governo di Thiers e le sue lettere a Léon Richer, direttore della rivista «Le Droit des femmes», attestano che ella si occupa ancora dei problemi del movimento femminista, anche se non prende posizioni pubbliche, e nel 1878, a 82 anni, viene celebrata dal Congresso che s'inaugura a Parigi. Qui muore il 6 gennaio 1883.